# Chris Slade
Chris Slade (født Christopher Rees, 30. oktober 1946 i Pontypridd, South Wales) er en walisisk musiker der er bedst kendt for sin medvirken i det australse rockband AC/DC, hvor han spillede trommer fr 1989 til 1994 og medivrkede på deres albu The Razors Edge (1990) sammen med deres første livealbum med sangeren Brian Johnson, AC/DC Live. Han vendte tilbage til abndet i februar 2015, hvor han erstattede Phil Rudd på Rock or Bust World Tour. Slade har også spillet med Manfred Mann's Earth Band, Tom Jones, Toomorrow, The Firm og Asia.

## Karriere
Slade har arbejdet sammen med Gary Numan, Tom Jones, Olivia Newton-John (som medlem af Toomorrow) og Uriah Heep. Han var medlem af Manfred Mann's Earth Band fra 1972 til 1978. I begyndelsen af 80'erne spillede Slade med Paul Rodgers og Jimmy Page i The Firm. Han har også spillet sammen med Pink Floyds David Gilmour.
Slade fik sandsynligvis mest opmærksomhed i 1989, da han blev medlem af AC/DC, efter at Simon Wright forlod bandet. Først blev han ansat midlertidigt, men under optagelsen af det eneste studiealbum, han lavede med dem, The Razors Edge, tilbød Young-brødrene (Angus og Malcolm) ham at slutte sig til bandet. Slade spillede ud over albummet også på den tilhørende turne, The Razors Edge World Tour. Han blev dog bedt om at forlade bandet efter fire år, da Phil Rudd blev genansat. Young-brødrene mente at Rudds spillestil passede bedre til resten af bandet.
Efter bruddet med AC/DC opholdt Slade sig et par år i Storbritannien, inden han blev kontaktet af Geoff Downes fra den britiske progrock-gruppe Asia. Slade spillede i Asia i seks år, før han forlod bandet i september 2005.

## Diskografi
Med Tom Jones
- Along Came Jones (1965)
- A-Tom-ic Jones (1966)
- From The Heart (1966)
- Green, Green Grass of Home (1967)
- Live: at the Talk of the Town (1967)
- 13 Smash Hits (1967)
- Delilah (1968)

Med Toomorrow
- Toomorrow (1970)

Med Tom Paxton
- How Come The Sun (1971)

Med Manfred Mann's Earth Band
- Manfred Mann's Earth Band (1972)
- Glorified Magnified (1972)
- Messin' (1973)
- Solar Fire (1973)
- The Good Earth (1974)
- Nightingales and Bombers (1975)
- The Roaring Silence (1976)
- Watch (1978)

Med Terra Nova
- Terra Nova (1978)

Med Kai Olsson
- Crazy Love (1979)

Med Frankie Miller
- Falling in Love (1979)

Med Uriah Heep
- Conquest (1980)

Med Gary Numan
- I, Assasin (1982)

Med Denny Laine
- Anyone Can Fly (1982)

Med The Firm
- The Firm (1985)
- Mean Business (1986)

Med AC/DC
- The Razors Edge (1990)
- Live At Donington (video) (1991)
- Live (1992)
- Big Gun (single) (1993) Soundtrack fra "Last Action Hero"

Med Asia
- Aura (2001)
- Silent Nation (2004)

Med Bloodstock
- Creator of Worlds

Med Damage Control
- Raw (2006)